# Isigny-le-Buat
Isigny-le-Buat és un municipi francès situat al departament de la Manche i a la regió de Normandia. L'any 2007 tenia 3.202 habitants.

## Demografia

### Població
El 2007 la població de fet d'Isigny-le-Buat era de 3.202 persones. Hi havia 1.316 famílies de les quals 369 eren unipersonals (172 homes vivint sols i 197 dones vivint soles), 443 parelles sense fills, 455 parelles amb fills i 49 famílies monoparentals amb fills.
La població ha evolucionat segons el següent gràfic:
Habitants censats

### Habitatges
El 2007 hi havia 1.700 habitatges, 1.341 eren l'habitatge principal de la família, 211 eren segones residències i 148 estaven desocupats. 1.654 eren cases i 39 eren apartaments. Dels 1.341 habitatges principals, 934 estaven ocupats pels seus propietaris, 381 estaven llogats i ocupats pels llogaters i 26 estaven cedits a títol gratuït; 21 tenien una cambra, 77 en tenien dues, 277 en tenien tres, 370 en tenien quatre i 596 en tenien cinc o més. 1.054 habitatges disposaven pel capbaix d'una plaça de pàrquing. A 652 habitatges hi havia un automòbil i a 549 n'hi havia dos o més.

### Piràmide de població
La piràmide de població per edats i sexe el 2009 era:
| Homes | Edats   | Dones |
| ----- | ------- | ----- |
| 0     | 95 o +  | 0     |
| 0     | 90 a 94 | 8     |
| 8     | 85 a 89 | 24    |
| 12    | 80 a 84 | 36    |
| 68    | 75 a 79 | 92    |
| 116   | 70 a 74 | 104   |
| 104   | 65 a 69 | 100   |
| 64    | 60 a 64 | 108   |
| 84    | 55 a 59 | 64    |
| 88    | 50 a 54 | 64    |
| 128   | 45 a 49 | 100   |
| 100   | 40 a 44 | 108   |
| 160   | 35 a 39 | 92    |
| 88    | 30 a 34 | 72    |
| 76    | 25 a 29 | 76    |
| 88    | 20 a 24 | 76    |
| 108   | 15 a 19 | 108   |
| 88    | 10 a 14 | 108   |
| 112   | 5 a 9   | 88    |
| 64    | 0 a 4   | 60    |

## Economia
El 2007 la població en edat de treballar era de 1.847 persones, 1.446 eren actives i 401 eren inactives. De les 1.446 persones actives 1.341 estaven ocupades (776 homes i 565 dones) i 105 estaven aturades (40 homes i 65 dones). De les 401 persones inactives 139 estaven jubilades, 149 estaven estudiant i 113 estaven classificades com a «altres inactius».

### Ingressos
El 2009 a Isigny-le-Buat hi havia 1.338 unitats fiscals que integraven 3.300,5 persones, la mediana anual d'ingressos fiscals per persona era de 14.854 €.

### Activitats econòmiques
Dels 142 establiments que hi havia el 2007, 7 eren d'empreses extractives, 5 d'empreses alimentàries, 1 d'una empresa de fabricació de material elèctric, 6 d'empreses de fabricació d'altres productes industrials, 29 d'empreses de construcció, 31 d'empreses de comerç i reparació d'automòbils, 9 d'empreses de transport, 9 d'empreses d'hostatgeria i restauració, 2 d'empreses financeres, 7 d'empreses immobiliàries, 19 d'empreses de serveis, 11 d'entitats de l'administració pública i 6 d'empreses classificades com a «altres activitats de serveis».
Dels 47 establiments de servei als particulars que hi havia el 2009, 1 era una gendarmeria, 1 oficina de correu, 1 una oficina bancària, 4 tallers de reparació d'automòbils i de material agrícola, 1 establiment de lloguer de cotxes, 1 autoescola, 5 paletes, 6 guixaires pintors, 9 fusteries, 7 lampisteries, 1 electricista, 1 empresa de construcció, 3 perruqueries, 1 veterinari, 3 restaurants i 2 agències immobiliàries.
Dels 6 establiments comercials que hi havia el 2009, 1 era una gran superfície de material de bricolatge, 1 una botiga de més de 120 m², 2 fleques, 1 una fleca i 1 una joieria.
L'any 2000 a Isigny-le-Buat hi havia 352 explotacions agrícoles que ocupaven un total de 4.978 hectàrees.

## Equipaments sanitaris i escolars
El 2009 hi havia 1 farmàcia i 1 ambulància.
El 2009 hi havia 1 escola maternal i 1 escola elemental. Isigny-le-Buat disposava d'un col·legi d'educació secundària amb 144 alumnes.

## Poblacions més properes
El següent diagrama mostra les poblacions més properes.